# Sati (deusa)
Satī (em védico: सती; romaniz.: Satī) ou Daquexaiani (Dākshāyani) é uma deusa hindu da felicidade conjugal e longevidade; ela é particularmente adorada pelas esposas, a fim de procurar prolongar a vida de seus maridos. Um dos aspectos de Devi, Daquexaiani é a primeira consorte de Xiva, em segundo lugar Parvati, a sua reencarnação.
O sati, prática em que uma viúva hindu se suicida sobre a pira funerária do seu marido como a consumação de um ato final de fidelidade e devoção, é derivado do nome da deusa Sati.

## Lenda
A Deusa Sati, personificação da divina Prakrti, teve nascimento humano de Brama. Ela nasceu como filha de Daquexa Prajapati, um filho de Brama e Prasuti. Foi nomeada Gaurī, "a de cor de açafrão", uma vez que ela era dourada como o açafrão. Como é a filha de Daquexa, ela também é conhecida como Daquexaiani.

### Daquexaiani desposa Xiva
No momento que a Deusa Sati toma a forma humana durante seu nascimento, Brama determina que ela deveria devotar-se a Xiva com humilde devoções e desposá-lo. Era natural que Sati, como uma criança, adorasse os contos e lendas associadas a Xiva e com isso cresceu dentro de si uma fervorosa devoção.
Quando Sati foi crescendo, a ideia de casar-se com ninguém mais que Xiva, tal como foi proposto pelo seu pai, se tornou um anátema para ela. A cada proposta de reis valentes e ricos a fez ansiar cada vez mais o asceta de Kailasa, o deus dos deuses.
Para ganhar o respeito do asceta Xiva, a filha de Daquexa abandonou o luxo do palácio de seu pai e se mudou para uma floresta, para dedicar-se a austeridades e ao culto de Xiva. Muitas rigorosas foram suas provas que gradualmente foi reduzindo a sua alimentação a um "bilva" de folhas por dia; essa particular abstinência valeu-lhe a alcunha de Aparnā. Sua orações finalmente deram frutos quando, após testar a sua resolução, Xiva finalmente aderiu à sua vontade e consentiu em fazer dela sua noiva.
Uma Sati em êxtase retornou à casa do seu pai para aguardar seu noivo, mas não o encontrou feliz com os acontecimentos. O casamento foi realizado na devida época, e Gaurī habitou com Xiva em Kailāsa. Daquexa, ilustrado na lenda como um rei arrogante, não aceitou bem o enlace e basicamente retira a filha de sua família natal.

### A arrogância de Daquexa
Certa ocasião, Daquexa organizou uma grande yagna para que todos os deuses fossem convidados, com exceção de Sati e Xiva. Querendo visitar seus pais, parentes e amigos infância, Gaurī procurou minimizar essa omissão. Valendo-se que que seus pais tivessem negligenciado fazer um convite formal para eles apenas porque, como família, tal formalidade fosse desnecessária; certamente, não seria necessário convite para visitar a sua própria mãe e, portanto, iria de qualquer forma. Xiva tentou dissuadi-la, mas ela estava resolvida a seguir adiante; sendo assim, ele determinou uma escolta de seus ganas e pediu a ela que não provocasse nenhum incidente.

### O suicídio de Daquexaiani
Sati foi recebida friamente por seu pai. E logo estavam em meio a uma discussão acalorada sobre as virtudes (e a alegada falta delas) de Xiva. A cada momento tornava-se mais claro a Gaurī que seu pai era inteiramente incapaz de apreciar as excelentes qualidades de seu marido. A conscientização de Gaurī a respeito disso tão somente porque Xiva a havia desposado, ela foi a causa da desonra de seu marido. Ela se consumiu de raiva contra o seu pai e aversão por sua mentalidade.
Pedindo em oração para que pudesse, em algum futuro nascimento, nascer filha de um pai a quem ela poderia ter respeito, Daquexaiani invocou seus poderes yogic e se suicidou.

### A ira de Xiva
A ira de Xiva ao perceber esta catástrofe foi incalculável. Ele criou Virabhadra e Bhadrakāli, duas ferozes criaturas que grassaram e mutilaram no local do horrível incidente. Quase todos os presentes foram abatidos indiscriminadamente durante a noite. O próprio Daquexa foi decapitado.
De acordo com algumas tradições, acredita-se que um irado Xiva realizou a temível dança Tāndava com o corpo carbonizado de Sati sobre seus ombros. Durante esta dança, o corpo de Sati foi se desfazendo e os pedaços caíram em vários lugares na terra. De acordo com outra versão, Xiva colocou o corpo de Sati em seus ombros e correu sobre o mundo, demente de tristeza. Os Deuses clamaram ao Senhor Vishnu para trazer a sanidade à Xiva. Vishnu usou seu Sudarshana chakram para desmembrar o corpo sem vida de Sati, após o qual Xiva recuperou a sua sanidade. Ambas as versões afirmam que o corpo do Sati foi, assim, desmembrado em 51 pedaços que caíram sobre a terra em diversos locais. Estes 51 lugares são chamados Shakti Peethas, e são locais de peregrinação. Esta lenda, porém não é aceita pelas principais tradições do Sul da Índia e noutros locais.
Depois da noite de horror, Xiva trouxe à vida todos os que foram mortos e concedeu-lhes a sua bênção. Mesmo o abusivo e culpado Daquexa teve restaurada tanto a sua vida quanto o seu reinado. Sua cabeça decapitada foi substituída pela de uma cabra. Tendo aprendido a sua lição, Daquexa viveu o resto da sua vida como um servo de Xiva.

## Ato final
Daquexaiani renasceu como Parvati, filha de Himava, o rei da montanha, e sua esposa, a apsara Menā. Desta vez, ela nasceu filha de um pai a quem ela poderia respeitar, um pai que apreciava Xiva ardentemente. Naturalmente, Parvati solicitou e recebeu Xiva como seu marido.
Esta lenda aparece em detalhes na literatura Tantra, em Puranas e na canção de Calidaça, Kumārasambhavam, um épico que trata principalmente do nascimento de Subramania.